# Just for Fun
Just For Fun è il settimo album del gruppo ska italiano Persiana Jones, pubblicato nel 2007.

## Tracce
1. La tua vita cambia
2. Un'altra volta no
3. Quante volte
4. Holiday
5. Difendi
6. 10 sec
7. Non è cambiato niente
8. La mia strada
9. Mai (Feat. Tony Mancino)
10. Le risposte
11. Le risposte (Reprise)
12. Hooked On a Feeling (Vocals Bunna)
13. Insieme a te
14. Tutto finisce